# وادي السيجي
يقع وادي سيجي بين جبال الحجر في إمارة الفجيرة في دولة الإمارات العربية المتحدة، تحيط به مسافي في رأس الخيمة من الشرق، والذيد من الغرب. يبلغ متوسط ارتفاع الوادي عن مستوى سطح البحر 220 متراً.
يتميز الوادي بطبيعة خلابة، نظراً لكونه مساحة شاسعة ومفتوحة وجبلية ذات هواء عليل وأجواء ريفية. تحد وادي سيجي ضفاف ذات انحدار شديد نسبياً، وتتحول هذه الضفاف إلى مجرًى مائي في موسم الأمطار.

## مناخ الوادي
تتميز منطقة سيجي في الفجيرة حيث يقع الوادي باعتدال مناخها طوال عام، كما تتميز بانعدام الرطوبة. تتراوح درجات الحرارة في الإمارة ما بين 17-38 درجة مئوية، ونادراً ما تقل درجة الحرارة عن 14 درجة مئوية، أو ترتفع لأكثر من 43 درجة مئوية. يمتد الموسم الحار في الإمارة لمدة 4 أشهر، في حين يمتد الموسم البارد لمدة 3 أشهر. يبلغ متوسط هطول الأمطار في الفجيرة 22 ملم.

## أهمية الوادي
يحتوي الوادي على سدين، سد السيجي القديم المنشأ عام 1978 و سدّ السيجي الذي افتتح عام 2001 ، ويمتلك السد قدرة عالية على تخزين المياه. . يزرع سكان منطقة سيجي العديد من الأشجار، والمحاصيل الزراعية بالإضافة إلى النباتات بالقرب من الوادي تستخدم مياه السدود في ري المزروعات.

## السياحة
- التمتع بالمناظر الخلابة المحيطة بالوادي
- المشي بين الجبال.
- التخييم.
- رؤية منظر جريان المياه في الوادي في مواسم الأمطار.
- تناول الطعام في المطاعم القريبة من الوادي.